# Regulidae
Los reyezuelos o regúlidos (Regulidae) son una familia de  aves del orden Passeriformes conformada por un único género Regulus. En ocasiones se incluye en la familia Sylviidae junto a currucas y mosquiteros.
El nombre en latín regulus, hace referencia a las coronas de color de los adultos. Este género está representado en Norteamérica y Eurasia.
Hay siete especies en este género. Uno de ellos, el reyezuelo de Madeira (Regulus madeirensis), recientemente separado del reyezuelo sencillo como una especie diferente. Otra especie, el reyezuelo rubí (Regulus calendula), difiere suficiente en su voz y plumaje como para que a veces se coloque en un género propio, Corthylio. 

## Descripción
El tamaño de los reyezuelos va de 9 a 11 cm y son de los paseriformes más pequeños. De cola y alas de tamaño medio.
El plumaje es verde grisáceo. Los machos tienen una vistosa corona de color. 

## Hábitat
Generalmente los reyezuelos están adaptados a bosques de coníferas, pero la mayoría de las especies usan otros hábitats, especialmente durante las migraciones. Su área de distribución ocupa los bosques boreales pero también se extiende por zonas subtropicales en ocasiones. Algunas especies insulares han evolucionado en diferentes especies y subespecies.

## Comportamiento

### Alimentación
El pequeño tamaño y rápido metabolismo de los reyezuelos supone una necesidad constante de buscar comida para paliar sus necesidades energéticas. Se alimentan continuamente, incluso mientras construyen el nido. Si no se alimentan pueden perder un tercio de su peso en 20 minutos y podrían morir en una hora. Los reyezuelos son insectívoros, preferentemente áfidos y colémbolos que no tienen gruesas cutículas. Capturan las presas generalmente en las hojas de los árboles, aunque también pueden cazar al vuelo o en la hojarasca del suelo.

### Cría
El nido es pequeño, hecho de musgo y líquenes unidos por telas de araña y sujeto a una horquilla al final de la rama de una conífera. Utilizan pelo y plumas para el interior del nido. Estas características permiten un buen aislamiento contra el frío.
La hembra pone entre 7 y 12 huevos, blancos o beige claro, algunos con pequeñas motas marrones. Debido a que el nido es pequeño se colocan en filas. La hembra incuba los huevos durante 15 a 17 días  y las crías permanecen en el nido durante 19 a 24 días más.

## Especies
Tiene descritas siete especies:
- Reyezuelo sencillo (Regulus regulus) - en la mayor parte de Europa y Asia.
- Reyezuelo de Tenerife (Regulus teneriffae) - en las Canarias occidentales.
- Reyezuelo listado (Regulus ignicapillus) - en Europa y Norte de África.
- Reyezuelo de Madeira (Regulus madeirensis) - en Madeira.
- Reyezuelo de Formosa (Regulus goodfellowi) - en Taiwán.
- Reyezuelo sátrapa (Regulus satrapa) - en Norte y Centroamérica
- Reyezuelo rubí (Regulus calendula) - en Norte y Centroamérica.

Regulus bulgarius es una especie prehistórica conocida solo por fósiles. Sus restos corresponden al Plioceno tardío, fueron encontrados en Varshets, Bulgaria.